# Cologny
Cologny – szwajcarska gmina (fr. commune; niem. Gemeinde) w kantonie Genewa. Jedna z najbogatszych gmin kantonu, siedziba fundacji Światowe Forum Ekonomiczne (WEF).

## Geografia
Cologny położone jest na wysokości bezwzględnej 435 m n.p.m., około 4 km na północny wschód od centrum Genewy (z którą graniczy) nad Jeziorem Genewskim.

## Demografia
W Cologny mieszka 5 866 osób. W 2020 roku 34,7% populacji gminy stanowiły osoby urodzone poza Szwajcarią.

## Transport
Przez teren gminy przebiegają drogi główne nr 105 i nr 116.
Przez miejscowość przebiegają linie autobusowe A, E, G oraz 33 obsługiwane przez TPG.